# Liste des sites Ramsar aux Philippines
Cet article recense les zones humides des Philippines concernées par la convention de Ramsar.

## Statistiques
La convention de Ramsar est entrée en vigueur aux Philippines le 8 novembre 1994.
En juillet 2022, le pays compte 8 sites Ramsar, couvrant une superficie de 2 476,84 km2.

## Liste
| Site                                                                   | Région                        | Notes | Date             | Superficie (km²) | Altitude (m) | Identifiant Ramsar | Identifiant WDPA | Coordonnées                        | Photo |
| ---------------------------------------------------------------------- | ----------------------------- | ----- | ---------------- | ---------------- | ------------ | ------------------ | ---------------- | ---------------------------------- | ----- |
| Sanctuaire faunique d'Olango (en)                                      | Visayas centrales             |       | 1er juillet 1994 | 58,00            | 0            | 656                | 95368            | 10° 16′ 01″ nord, 124° 03′ 00″ est |       |
| Parc national du lac Naujan (en)                                       | Mimaropa                      |       | 12 novembre 1999 | 145,68           | 20           | 1008               | 198329           | 13° 10′ 01″ nord, 121° 10′ 59″ est |       |
| Sanctuaire faunique du marais d'Agusan (en)                            | Caraga                        |       | 12 novembre 1999 | 148,36           | 55           | 1009               | 198328           | 8° 16′ 59″ nord, 125° 52′ 59″ est  |       |
| Parc naturel du récif de Tubbataha                                     | Mimaropa                      |       | 12 novembre 1999 | 968,28           | 0 - 4        | 1010               | 198330           | 8° 57′ 00″ nord, 119° 52′ 01″ est  |       |
| Parc national de la rivière souterraine de Puerto Princesa             | Mimaropa                      |       | 30 juin 2012     | 222,02           | 0 - 1 038    | 2084               | 555555581        | 10° 10′ 01″ nord, 118° 55′ 01″ est |       |
| Zone d'habitat critique et d'écotourisme Las Piñas-Parañaque (en)      | Grand Manille                 |       | 15 mars 2013     | 1,75             | 0 - 7        | 2124               | 555558423        | 14° 29′ 35″ nord, 120° 58′ 52″ est |       |
| Zone de conservation des zones humides côtières occidentales de Negros | Visayas occidentales          |       | 20 octobre 2016  | 896,0781         | 0 - 3        | 2271               | 555624202        | 10° 15′ 47″ nord, 122° 46′ 23″ est |       |
| Zone humide côtière de Sasmuan Pampanga                                | La Pampangue, baie de Manille |       | 2 février 2021   | 36,673           |              | 2445               |                  | 14° 49′ 17″ nord, 120° 36′ 24″ est |       |